# Мортара, Марко
Мордехай Марко бен Йосеф а-Леви Мортара (итал. Marco Mortara; 7 мая 1815, Виадана, Ломбардо-Венецианское королевство — 2 февраля 1894, Мантуя, Ломбардия) — итальянский раввин и учёный. Член Общества еврейских исследований.

## Биография
В 1836 году окончил раввинский колледж в Падуе и в 1842 году был призван раввином в Мантую, оставаясь на этой должности до своей смерти. Мортара был очень консервативен в своих религиозных взглядах и выступал против отмены второго дня еврейских праздников, которую планировали некоторые либеральные члены его общины.
Будучи истинным учеником Самуэля Давида Луццатто, он был ярым противником каббалы, что привело его к ожесточённой полемике с Элияху Бенамозегом. В своём завещании он написал эпитафию, содержащую только биографические данные, и выразил пожелание, чтобы на его похоронах не читалась проповедь и не публиковались надгробные речи в газетах.
Помимо множества проповедей и статей, опубликованных в немецких, еврейских, французских и итальянских периодических изданиях, он писал учебники по религиозному образованию, очерки по религиозным вопросам того времени, апологетические эссе и библиографические работы, среди которых особое значение имеет список всех имён, относящихся к еврейской истории в Италии, под названием «Mazkeret Ḥakme Italiya: Indice Alfabetico dei Rabbini e Scrittori Israeliti di Cose Giudaiche in Italia» (Падуя, 1887).
Отец итальянского судьи и сенатора Лодовико Мортары и дед статистика Джорджо Мортары.